# Руано, Алексис
Але́ксис Руа́но Дельга́до (исп. Alexis Ruano Delgado; род. 4 августа 1985[…], Малага, Андалусия), более известный как Але́ксис (исп. Alexis) — испанский футболист, защитник. Чемпион Европы среди юношей, обладатель Кубка Испании.

## Клубная карьера
Уроженец Малаги, воспитанник местной футбольной академии. С 16 лет был заигран за вторую команду «Малаги», в основной команде дебютировал в 2004 году. После вылета «Малаги» из Примеры в 2006 году перешёл в «Хетафе». По ходу удачно складывавшегося для команды сезона, — «Хетафе» впервые в своей истории дошёл до финала Кубка Испании и завоевал путёвку в Кубок УЕФА — молодой защитник обратил на себя внимание сразу нескольких ведущих европейских клубов, в частности «Фиорентины», «Реала» и «Валенсии». Выиграла борьбу за футболиста «Валенсия», искавшая замену одному из своих лидеров — защитнику-ветерану Роберто Айяле, который по окончании сезона собирался покинуть команду.
В марте 2007 года Алексис подписал с «Валенсией» шестилетний контракт. В следующем сезоне бывший и нынешний клубы футболиста встретились в финале Кубка Испании, Алексис отметился голом в ворота своей бывшей команды, а сам матч закончился со счётом 3:1 в пользу «Валенсии», в седьмой раз в своей истории завоевавшей Королевский Кубок.
В межсезонье 2010, отыграв в «Валенсии» 3 сезона, Алексис перешёл в «Севилью», заключив с андалузским клубом контракт на 5 лет.
В июле 2012 года, на правах аренды перешёл в «Хетафе».

## Карьера в сборной
Алексис играл за юношеские и молодёжные сборные Испании всех возрастов. В составе юношеской сборной (до 19 лет) стал чемпионом Европы в 2004 году.

## Достижения
Валенсия
- Обладатель Кубка Испании: 2008

Бешикташ
- Чемпион Турции: 2015/16

Сборная Испании (до 19 лет)
- Чемпион Европы (до 19 лет): 2004